# Bunt żołnierzy rosyjskich we Francji
Bunt żołnierzy rosyjskich we Francji – bunt, który rozpoczął się w szeregach Rosyjskiego Korpusu Ekspedycyjnego we Francji na froncie zachodnim w 1917 roku podczas I wojny światowej. 

## Geneza i przebieg
Przyczyną wybuchu buntu była rewolucja lutowa. W obawie przed przeniesieniem rewolucyjnych nastrojów na armię francuską, żołnierze rosyjscy zostali skierowani przez dowództwo francuskie do obozu w La Courtine. Po paru miesiącach kwaterunku i braku spełnienia żądań związanych z odesłaniem ich do kraju wywołali oni bunt, który został stłumiony przez rosyjską (rządową) i francuską artylerię. 
Podczas ostrzału prowadzonego przez wojska rządowe, rewolucjoniści grali Marsyliankę i Marsz Żałobny Chopina.
Straty wśród buntowników wyniosły 10 zabitych i 40 rannych. Większość ze zbuntowanych rosyjskich żołnierzy została skierowana do francuskich kolonii w Afryce Północnej w charakterze internowanych.
Podobnym wydarzeniem, które miało miejsce w tym samym czasie, był bunt Armii Francuskiej.